# Nachrichtendienst des Bundes
Nachrichtendienst des Bundes (NDB) franska: Service de renseignement de la Confédération (SRC) är den federala underrättelsetjänsten i Schweiz. Organisationen förfogar bl.a. över signalspaningssystemet Onyx.